# Vietnamosasa ciliata
Vietnamosasa ciliata är en gräsart som först beskrevs av Aimée Antoinette Camus, och fick sitt nu gällande namn av To Quyen Nguyen. Vietnamosasa ciliata ingår i släktet Vietnamosasa och familjen gräs. Inga underarter finns listade i Catalogue of Life.